# باتريك بامفورد
باتريك جيمس بامفورد ((بالإنجليزية: Patrick James Bamford)‏؛ مواليد 5 سبتمبر 1993 في لنكولنشاير، إنجلترا)، هو لاعب كرة قدم إنجليزي يلعب لصالح ليدز يونايتد في الدوري الإنجليزي الممتاز في مركز الهجوم.
ع

## مرحلة الشباب

### أندية لعب لها
- نوتينغهام فورست

## المسيرة الاحترافية

### أندية لعب لها
- نوتينغهام فورست
- تشيلسي
- ليدز يونايتد

## روابط خارجية
- باتريك بامفورد على موقع قاعدة بيانات كرة القدم.إي يو (الإنجليزية)
- باتريك بامفورد على موقع ناشيونال فوتبول تيمز (الإنجليزية)
- باتريك بامفورد على موقع Soccerbase.com (لاعب) (الإنجليزية)
- باتريك بامفورد على موقع Soccerway.com (الإنجليزية)
- باتريك بامفورد على موقع عالم كرة القدم.نت (الإنجليزية)
- باتريك بامفورد على موقع AS.com (الإسبانية)